# Regulärer lokaler Ring
Im mathematischen Teilgebiet der kommutativen Algebra versteht man unter einem regulären lokalen Ring einen noetherschen lokalen Ring, dessen maximales Ideal von {\displaystyle d} Elementen erzeugt werden kann, wenn {\displaystyle d} die Dimension des Ringes bezeichnet. Reguläre lokale Ringe beschreiben das Verhalten algebraisch-geometrischer Objekte in Punkten, in denen keine Singularitäten wie Spitzen oder Überkreuzungen vorliegen. Ein (nicht unbedingt lokaler) Ring heißt regulär, wenn alle seine Lokalisierungen reguläre lokale Ringe sind. Wie stets in der kommutativen Algebra sind alle betrachteten Ringe kommutativ und haben ein Einselement.

## Definition
Es sei {\displaystyle A} ein {\displaystyle d}-dimensionaler noetherscher lokaler Ring mit maximalem Ideal {\displaystyle {\mathfrak {m}}} und Restklassenkörper {\displaystyle k}. Dann heißt {\displaystyle A} regulär, wenn eine der folgenden äquivalenten Bedingungen erfüllt ist:
- {\displaystyle {\mathfrak {m}}} kann von {\displaystyle d} Elementen erzeugt werden.
- {\displaystyle \dim _{k}{\mathfrak {m}}/{\mathfrak {m}}^{2}=d.}

Ein beliebiger noetherscher Ring {\displaystyle A} heißt regulär, wenn alle seine lokalen Ringe regulär sind.

## Eigenschaften
- Reguläre lokale Ringe sind faktoriell. Dies ist die Aussage des Auslander-Buchsbaum-Theorems.[3]
- Kriterium von Serre: Ein noetherscher lokaler Ring ist genau dann regulär, wenn seine globale Dimension endlich ist.
- Aus dem Kriterium von Serre folgt: Lokalisierungen regulärer lokaler Ringe sind wieder regulär.

## Beispiele
- Artinsche lokale Ringe sind genau dann regulär, wenn sie Körper sind.
- Reguläre lokale Integritätsringe der Dimension 1 sind gerade die diskreten Bewertungsringe.[4]